# Павлов Георгій Васильович (генерал-лейтенант)
Гео́ргій Васи́льович Па́влов (рос. Георгий Васильевич Павлов; 6 травня 1927, Дніпропетровськ — 7 лютого 1981, Пушкін) — радянський військовий діяч, генерал-лейтенант авіації, Заслужений військовий льотчик СРСР.

## Життєпис
Народився 6 травня 1927 року у місті Дніпропетровську. Росіянин.
У ВМФ СРСР з грудня 1943 року. Служив водолазом, боцманом рятувальної служби міста Воткінська Удмуртської АРСР. З серпня 1943 року курсант підготовчої школи льотчиків при Молотовському військово-морському авіаційному-технічному училищі імені В. М. Молотова (місто Молотов, нині Перм). З серпня 1944 року курсант-льотчик 3-ї школи льотчиків ВПС ВМФ в селі Борському Куйбишевської області. З вересня 1945 року курсант-льотчик 4-го ВМАУ авіації ВМС у Феодосії. З вересня 1947 року курсант-льотчик ВМАУ імені С. О. Леваневського у Миколаєві. З грудня 1947 року курсант-льотчик Військово-морського мінно-торпедного авіаційного училища (ВММТАУ) у Миколаєві. Член ВКП(б) з 1948 року. З листопада 1949 року, після закінчення училища, інструктор-льотчик 1-ї авіаескадрильї, а з грудня 1950 року інструктор-льотчик 4-го навчального авіаційного полку ВММТАУ. У січні 1952 року призначений командиром ланки 1885-го навчального мінно-торпедного авіаційного полку. У липні 1955 року призначений інспектором-льотчиком, а в січні 1958 року — інспектором-льотчиком по техніці пілотування ВММТАУ. З травня 1959 року — заступник командира з льотної підготовки 983-го навчального МТАП ВММТАУ, з жовтня 1959 року — заступник командира з льотної підготовки 552-го МТАП 33-го навчального центру авіації ВМФ. У липні 1960 року заочно закінчив військово-повітряну академію. У грудні 1960 року призначений старшим інструктором-льотчиком, з вересня 1961 року — заступник начальника льотно-методичного відділу 33-го навчального центру авіації ВМФ. З квітня 1963 року — командир 574-го окремого морського розвідувального авіаційного полку (ОМРАП) Північного флоту. З січня 1967 року — командир 3-ї морської розвідувальної авіаційної дивізії (МРАД) Тихоокеанського флоту. Депутат Приморської крайової ради. З вересня 1969 року — слухач Військової академії Генерального штабу Збройних сил СРСР імені К. Є. Ворошилова. З липня 1971 року, після закінчення академії, заступник командувача авіації Чорноморського флоту. 24 лютого 1972 йому присвоєно військове звання генерал-майор авіації. У 1973 році присвоєно звання «Заслужений військовий льотчик СРСР». З березня 1980 року — заступник командувача Чорноморського флоту — член Військової ради ВПС Чорноморського флоту. 7 травня 1980 року присвоєно військове звання генерал-лейтенант авіації. У грудні 1980 року — призначений командувачем ВПС Тихоокеанського флоту СРСР — членом Військової ради Тихоокеанського флоту.

Могила Георгія Павлова.

Був автором 20 наукових та методичних робіт. Загинув 7 лютого 1981 року в авіакатастрофі в Пушкіні Ленінградської області. Похований на Лук'янівському військовому кладовищі міста Києва.

## Відзнаки
Нагороджений:
- орден: За службу Батьківщині у Збройних силах СРСР III ступеня;
- медалі: «За бойові заслуги», «В ознаменування 100-річчя з дня народження Володимира Ілліча Леніна», «За перемогу над Німеччиною у Великій Вітчизняній війні 1941—1945 рр.», «20 років перемоги у Великій Вітчизняній війні 1941—1945 рр.», «30 років перемоги у Великій Вітчизняній війні 1941—1945 рр.», «Ветеран Збройних сил СРСР», «30 років Радянській Армії та Флоту», «40 років Збройних Сил СРСР», «50 років Збройних Сил СРСР», «60 років Збройних Сил СРСР», «За бездоганну службу» 1-го та 2-го ступеня.

З 1973 року Заслужений військовий льотчик СРСР.